# Шахмагонов, Фёдор Мефодьевич
Фёдор Мефо́дьевич Шахмаго́нов (1874, Москва — 1940, там же) — педагог и учёный, основатель частного реального училища, Калужского отделения Московского археологического института и организатор КОИПМК.

## Биография
Фёдор Шахмагонов родился в 1874 году в семье простого выходца из Белоруссии — Мефодия Афанасьевича Шахмагонова, служившего приказчиком в молочной лавке в Москве, а позднее — стрелочником на железной дороге. Окончил 3-ю Московскую гимназию, а затем Московский университет с дипломом I степени (1901). Служил в Москве, Зарайске, позднее в Калуге.
Был одним из самых образованных людей Калужской губернии, имел степень доктора нескольких наук.
Ф. М. Шахмагонов прекрасно знал зоологию, физику, археологию; свободно владел несколькими иностранными языками, читал книги на древнегреческом и латинском языках.
До 1917 года за заслуги получил чин надворного советника, был кавалером ордена Св. Станислава III степени. Дважды избирался гласным городской Думы г. Калуги от партии кадетов (1910, 1917). После Февральской революции вместе с князем Е. Н. Трубецким и С. Т. Шацким стал одним из руководителей культурно-просветительской комиссии губернского ведомства.
После Октябрьской революции снят с поста директора созданной им гимназии. Некоторое время провёл в калужской тюрьме (март 1918).

## Педагогическая деятельность

### Создание частного реального училища
На собственные средства открыл в 1906 году в Калуге частное реальное училище на Богоявленской улице (ныне ул. Кутузова, 18). С 1911 года училище получило статус государственного, Ф. М. Шахмагонов стал его директором. В 1916 году училищу было присвоено его имя.
Училище было платным, но дети из малообеспеченных семей учились на казённый счёт. В училище неоднократно выступал К. Э. Циолковский. Силами учеников проводились концерты училищного хора и струнного оркестра. Первыми выпускниками училища стали А. Л. Чижевский, С. А. Карпов и др.
Училище пользовалось большой популярностью и считалось одним из лучших средних учебных заведений губернии.
В 1913 году на базе училища открылось отделение по программе мужской гимназии. В 1914 году реальное училище было преобразовано в частную гимназию. Во время Первой мировой войны в училище Ф. М. Шахмагонова действовал Кружок помощи воинам, пострадавшим от войны, которым организовывались лекции для пополнения своего благотворительного фонда.

### Открытие Калужского отделения Московского археологического института
Создал в 1911 году первое в Калужской губернии первое высшее учебное заведение — Калужское отделение Московского археологического института. Стал помощником директора (ректора) института по Калужскому отделению и организовал первый набор слушателей (40 человек) на два двухгодичных отделения: археологии и археографии. Читать лекции приезжали московские профессора. Занятия проходили в помещении училища.
Калужское отделение Московского археологического института просуществовало до 1922 года, было сделано пять выпусков. Среди окончивших институт был и А. Л. Чижевский.

### В годы Советской власти
Являлся проректором Московского Археологического института (01.10. 1918 — 01.07. 1922). В 1930-е работал в Промышленной академии.

## Научная деятельность

### Калужское общество изучения природы и местного края (КОИПМК)
Организовал и стал первым председателем КОИПМК (1910—1912). Почётными членами общества были — профессор К. А. Тимирязев и К. Э. Циолковский. Калужское общество изучения природы и местного края в 1921 году выступило с ходатайством перед наркоматом просвещения о назначении К. Э. Циолковскому пенсии, академического пайка и единовременного пособия ввиду крайней нужды последнего. Общество издавало и труды учёного, организовывало его лекции.

### В годы Советской власти
Продолжал научную деятельность. Так, в последний год жизни в свет вышла книга: Курс физики для студентов Промышленных академий / А. П. Поспелов, Ф. М. Шахмагонов, С. Н. Жарков. А. И. Самгин; под ред. А. П. Поспелова. М. 1940.
Похоронен на Введенском кладбище.

## Семья
1. Сын — Ф. Ф. Шахмагонов — автор сценариев кинофильмов по произведениям М. А. Шолохова: «Судьба человека», «Поднятая целина» и других.
2. Внук — Н. Ф. Шахмагонов — полковник в отставке, автор ряда романов об армейской службе, о Великой Отечественной войне, по военной истории, а также художественных биографий писателей Тютчева, Тургенева, Льва Толстого, Куприна, Бунина, государей от Екатерины Великой до Николая Второго и других книг.
3. Правнучка А. Н. Шахмагонова — автор книг «Матильда Кшесинская и любовные драмы русских балерин», «Актрисы старой России. От Асенковой до Комиссаржевской», «Любовные драмы русских принцесс» и других.